# Trencsényi Balázs
Trencsényi Balázs (Budapest, 1973. május 14. –) magyar történész, egyetemi tanár, a közép- és kelet-európai eszmetörténet nemzetközileg elismert kutatója. Jelenleg a Közép-európai Egyetem Történelemtudományi Tanszékének professzora, a CEU Institute for Advanced Study igazgatója. Kutatásai a nemzeti identitás-konstrukcióktól a történetírás metodológiájáig terjednek.

## Tanulmányok és pályafutás
Az Eötvös Loránd Tudományegyetem Bölcsészettudományi Karán szerzett filozófia szakos diplomát 1996-ban, majd doktori fokozatot nyert a CEU-n 2004-ben. A disszertáció témája a kora-újkori nemzeti identitásdiskurzusok összehasonlító elemzése volt (Discourses of Nationhood in Early Modern Europe). 2004 óta oktat a CEU-n, ahol 2012-ben professzori kinevezést kapott.

## Kutatási területek
- Nemzetépítés és történetírás: A 19-20. századi kelet-közép-európai történelmi diskurzusok összehasonlító elemzése, különös tekintettel a magyar, bolgár, román, cseh és lengyel kontextusokra.
- A politikai gondolkodás története, a modernista és antimodernista ideológiák összehasonlító elemzése.
- Historiográfiai metodológia: A "történeti narratíva" mint ideológiai konstrukció kritikai elemzése.

## Fő művei
- A politika nyelvei. Eszmetörténeti tanulmányok (Argumentum, 2007)
- A nép lelke. Nemzetkarakterológiai viták Kelet-Európában (Argumentum, 2011)
- The Politics of "National Character" (2012, Routledge)[4]
- A History of Modern Political Thought in East Central Europe. Volume I: Negotiating Modernity in the “Long Nineteenth Century” (társszerzők: Maciej Janowski, Mónika Baár, Maria Falina, és Michal Kopeček (Oxford University Press, 2016)
- A History of Modern Political Thought in East Central Europe, Volume II/1-2: Negotiating Modernity in the “Short Twentieth Century and Beyond” (társszerzők: Maciej Janowski, Mónika Baár, Maria Falina, Luka Lisjak-Gabrijelčič és Michal Kopeček) (Oxford University Press, 2018)
- Intellectuals and the Crisis of Politics in the Interwar Period and Beyond. A Transnational History (Oxford University Press, 2025)

## Díjak és elismerések
- CEU Community Service Excellence Award (2023)
- Centre Marc Bloch, Berlin, vendégkutatói ösztöndíj (2020)
- Wissenschaftskolleg zu Berlin, vendégkutatói ösztöndíj (2020)
- Imre Kertész Kolleg, Friedrich Schiller Egyetem Jena, vendégkutató (2014-2015)
- az Academia Europaea tagja (2011)
- Centre for Advanced Study Sofia, kutatói ösztöndíj (2010)
- European Research Council kutatói ösztöndíj (2007-2012)